# Großer Preis von Italien 1989
Der Große Preis von Italien 1989 (offiziell LX Coca-Cola Gran Premio d'Italia) fand am 10. September auf dem Autodromo Nazionale di Monza in Monza statt und war das zwölfte Rennen der Formel-1-Weltmeisterschaft 1989.

## Berichte

### Hintergrund
Jean Alesi übernahm wieder das Tyrrell-Cockpit an der Seite von Jonathan Palmer, das er zwei Wochen zuvor in Belgien Johnny Herbert überlassen hatte, um sich auf seine Teilnahme an der Formel-3000-Meisterschaft konzentrieren zu können. Bei EuroBrun wurde Gregor Foitek, dem bis zu diesem Zeitpunkt noch keine Qualifikation geglückt war, durch Oscar Larrauri ersetzt, der somit noch einmal in die Grand-Prix-Szene zurückkehrte.
Der in der Weltmeisterschaftswertung führende Alain Prost kündigte im Vorfeld des Rennens an, ab der folgenden Saison für die Scuderia Ferrari an den Start zu gehen. Nelson Piquet gab seinen Wechsel von Lotus zu Benetton bekannt. Daraufhin wurden Derek Warwick und Martin Donnelly als künftige Lotus-Piloten unter Vertrag genommen.
Mit Piquet (viermal), Prost (zweimal), Gerhard Berger und René Arnoux (jeweils einmal) traten vier ehemalige Sieger zu diesem Grand Prix an.

### Training
Zwischen dem Pole-Setter Ayrton Senna und seinem Teamkollegen Prost qualifizierten sich die beiden Ferrari-Piloten Berger und Nigel Mansell für die Startplätze zwei und drei. Die beiden Williams-Teamkollegen Riccardo Patrese und Thierry Boutsen bildeten die dritte Startreihe.
Aufgrund von Untergewicht wurden die Trainingszeiten von Stefano Modena nicht anerkannt.
Wie bereits an mehreren der vorangegangenen Rennwochenenden absolvierte die Mehrheit der Fahrer, die an der Vorqualifikation teilnehmen mussten, schnellere Runden als die beiden Rial-Piloten Christian Danner und Pierre-Henri Raphanel, die die reguläre Qualifikation absolvieren durften. Die Rundenzeit, mit der beispielsweise Stefan Johansson nach der Vorqualifikation ausschied, hätte im regulären Training den 20. Startplatz bedeutet.

### Rennen
Boutsen gelangte während der ersten Runde auf den fünften Rang nach vorn. Ansonsten blieb die Reihenfolge der Qualifikation auf den ersten fünf Positionen bis zur 21. Runde unverändert. Dann allerdings kam es zu einem Platztausch zwischen Prost und Mansell.
In Runde 41 zog Prost an Berger vorbei und übernahm drei Runden später, als Senna aufgrund eines Motorschadens ausfiel, die Führung. Er siegte schließlich vor Berger, der seine ersten WM-Punkte der laufenden Saison erzielte. Dritter wurde Boutsen vor seinem Teamkollegen Patrese sowie Alesi und Martin Brundle.
Mit 20 Punkten Vorsprung vor seinem Teamkollegen Senna ging Prost in die letzten vier Rennen der Saison.

## Meldeliste
| Team                            | Nr. | Fahrer                | Chassis         | Motor                    | Reifen |
| ------------------------------- | --- | --------------------- | --------------- | ------------------------ | ------ |
| Honda Marlboro McLaren          | 01  | Ayrton Senna          | McLaren MP4/5   | Honda RA109E 3.5 V10     | G      |
| Honda Marlboro McLaren          | 02  | Alain Prost           | McLaren MP4/5   | Honda RA109E 3.5 V10     | G      |
| Tyrrell Racing Organisation     | 03  | Jonathan Palmer       | Tyrrell 018     | Ford Cosworth DFR 3.5 V8 | G      |
| Tyrrell Racing Organisation     | 04  | Jean Alesi            | Tyrrell 018     | Ford Cosworth DFR 3.5 V8 | G      |
| Canon Williams Team             | 05  | Thierry Boutsen       | Williams FW12C  | Renault RS1 3.5 V10      | G      |
| Canon Williams Team             | 06  | Riccardo Patrese      | Williams FW12C  | Renault RS1 3.5 V10      | G      |
| Motor Racing Developments       | 07  | Martin Brundle        | Brabham BT58    | Judd EV 3.5 V8           | P      |
| Motor Racing Developments       | 08  | Stefano Modena        | Brabham BT58    | Judd EV 3.5 V8           | P      |
| Arrows Grand Prix International | 09  | Derek Warwick         | Arrows A11      | Ford Cosworth DFR 3.5 V8 | G      |
| Arrows Grand Prix International | 10  | Eddie Cheever         | Arrows A11      | Ford Cosworth DFR 3.5 V8 | G      |
| Camel Team Lotus                | 11  | Nelson Piquet         | Lotus 101       | Judd CV 3.5 V8           | G      |
| Camel Team Lotus                | 12  | Satoru Nakajima       | Lotus 101       | Judd CV 3.5 V8           | G      |
| Leyton House March Racing Team  | 15  | Maurício Gugelmin     | March CG891     | Judd CV 3.5 V8           | G      |
| Leyton House March Racing Team  | 16  | Ivan Capelli          | March CG891     | Judd CV 3.5 V8           | G      |
| Osella Squadra Corse            | 17  | Nicola Larini         | Osella FA1M     | Ford Cosworth DFR 3.5 V8 | P      |
| Osella Squadra Corse            | 18  | Piercarlo Ghinzani    | Osella FA1M     | Ford Cosworth DFR 3.5 V8 | P      |
| Benetton Formula Ltd            | 19  | Alessandro Nannini    | Benetton B189   | Ford Cosworth DFR 3.5 V8 | G      |
| Benetton Formula Ltd            | 20  | Emanuele Pirro        | Benetton B189   | Ford Cosworth DFR 3.5 V8 | G      |
| BMS Scuderia Italia             | 21  | Alex Caffi            | Dallara BMS 189 | Ford Cosworth DFR 3.5 V8 | P      |
| BMS Scuderia Italia             | 22  | Andrea de Cesaris     | Dallara BMS 189 | Ford Cosworth DFR 3.5 V8 | P      |
| Minardi Team SpA                | 23  | Pierluigi Martini     | Minardi M189    | Ford Cosworth DFR 3.5 V8 | P      |
| Minardi Team SpA                | 24  | Luis Pérez-Sala       | Minardi M189    | Ford Cosworth DFR 3.5 V8 | P      |
| Ligier Loto                     | 25  | René Arnoux           | Ligier JS33     | Ford Cosworth DFR 3.5 V8 | G      |
| Ligier Loto                     | 26  | Olivier Grouillard    | Ligier JS33     | Ford Cosworth DFR 3.5 V8 | G      |
| Scuderia Ferrari SpA SEFAC      | 27  | Nigel Mansell         | Ferrari 640     | Ferrari 035/5 3.5 V12    | G      |
| Scuderia Ferrari SpA SEFAC      | 28  | Gerhard Berger        | Ferrari 640     | Ferrari 035/5 3.5 V12    | G      |
| Équipe Larrousse                | 29  | Michele Alboreto      | Lola LC89       | Lamborghini 3512 3.5 V12 | G      |
| Équipe Larrousse                | 30  | Philippe Alliot       | Lola LC89       | Lamborghini 3512 3.5 V12 | G      |
| Coloni SpA                      | 31  | Roberto Moreno        | Coloni FC189    | Ford Cosworth DFR 3.5 V8 | P      |
| Coloni SpA                      | 32  | Enrico Bertaggia      | Coloni FC189    | Ford Cosworth DFR 3.5 V8 | P      |
| EuroBrun Racing                 | 33  | Oscar Larrauri        | EuroBrun ER189  | Judd CV 3.5 V8           | P      |
| West Zakspeed Racing            | 34  | Bernd Schneider       | Zakspeed 891    | Yamaha OX88 3.5 V8       | P      |
| West Zakspeed Racing            | 35  | Aguri Suzuki          | Zakspeed 891    | Yamaha OX88 3.5 V8       | P      |
| Moneytron Onyx Formula One      | 36  | Stefan Johansson      | Onyx ORE-1      | Ford Cosworth DFR 3.5 V8 | G      |
| Moneytron Onyx Formula One      | 37  | Bertrand Gachot       | Onyx ORE-1      | Ford Cosworth DFR 3.5 V8 | G      |
| Rial Racing                     | 38  | Christian Danner      | Rial ARC2       | Ford Cosworth DFR 3.5 V8 | G      |
| Rial Racing                     | 39  | Pierre-Henri Raphanel | Rial ARC2       | Ford Cosworth DFR 3.5 V8 | G      |
| AGS Racing                      | 40  | Gabriele Tarquini     | AGS JH24        | Ford Cosworth DFR 3.5 V8 | G      |
| AGS Racing                      | 41  | Yannick Dalmas        | AGS JH24        | Ford Cosworth DFR 3.5 V8 | G      |

## Klassifikationen

### Qualifying
| Pos. | Fahrer                | Konstrukteur     | Vorqualifikation | Vorqualifikation  | 1. Qualifikationstraining | 1. Qualifikationstraining | 2. Qualifikationstraining | 2. Qualifikationstraining | Start |
| Pos. | Fahrer                | Konstrukteur     | Zeit             | Ø-Geschwindigkeit | Zeit                      | Ø-Geschwindigkeit         | Zeit                      | Ø-Geschwindigkeit         | Start |
| ---- | --------------------- | ---------------- | ---------------- | ----------------- | ------------------------- | ------------------------- | ------------------------- | ------------------------- | ----- |
| 01   | Ayrton Senna          | McLaren-Honda    | –                | –                 | 1:25,021                  | 245,586 km/h              | 1:23,720                  | 249,403 km/h              | 01    |
| 02   | Gerhard Berger        | Ferrari          | –                | –                 | 1:24,734                  | 246,418 km/h              | 1:24,998                  | 245,653 km/h              | 02    |
| 03   | Nigel Mansell         | Ferrari          | –                | –                 | 1:24,739                  | 246,404 km/h              | 1:24,979                  | 245,708 km/h              | 03    |
| 04   | Alain Prost           | McLaren-Honda    | –                | –                 | 1:25,872                  | 243,153 km/h              | 1:25,510                  | 244,182 km/h              | 04    |
| 05   | Riccardo Patrese      | Williams-Renault | –                | –                 | 1:26,195                  | 242,241 km/h              | 1:25,545                  | 244,082 km/h              | 05    |
| 06   | Thierry Boutsen       | Williams-Renault | –                | –                 | 1:26,155                  | 242,354 km/h              | 1:26,392                  | 241,689 km/h              | 06    |
| 07   | Philippe Alliot       | Lola-Lamborghini | 1:26,623         | 241,045 km/h      | 1:27,118                  | 239,675 km/h              | 1:26,985                  | 240,041 km/h              | 07    |
| 08   | Alessandro Nannini    | Benetton-Ford    | –                | –                 | 1:27,162                  | 239,554 km/h              | 1:27,052                  | 239,857 km/h              | 08    |
| 09   | Emanuele Pirro        | Benetton-Ford    | –                | –                 | 1:28,367                  | 236,287 km/h              | 1:27,397                  | 238,910 km/h              | 09    |
| 10   | Jean Alesi            | Tyrrell-Ford     | –                | –                 | –                         | –                         | 1:27,399                  | 238,904 km/h              | 10    |
| 11   | Nelson Piquet         | Lotus-Judd       | –                | –                 | 1:28,135                  | 236,909 km/h              | 1:27,508                  | 238,607 km/h              | 11    |
| 12   | Martin Brundle        | Brabham-Judd     | –                | –                 | 1:27,627                  | 238,283 km/h              | 1:27,637                  | 238,256 km/h              | 12    |
| 13   | Michele Alboreto      | Lola-Lamborghini | 1:27,829         | 237,735 km/h      | 1:28,586                  | 235,703 km/h              | 1:27,803                  | 237,805 km/h              | 13    |
| 14   | Jonathan Palmer       | Tyrrell-Ford     | –                | –                 | 1:29,187                  | 234,115 km/h              | 1:27,822                  | 237,754 km/h              | 14    |
| 15   | Pierluigi Martini     | Minardi-Ford     | –                | –                 | 1:28,397                  | 236,207 km/h              | 1:27,923                  | 237,481 km/h              | 15    |
| 16   | Derek Warwick         | Arrows-Ford      | –                | –                 | 1:28,092                  | 237,025 km/h              | 1:29,031                  | 234,525 km/h              | 16    |
| 17   | Andrea de Cesaris     | Dallara-Ford     | –                | –                 | 1:28,129                  | 236,925 km/h              | 1:28,180                  | 236,788 km/h              | 17    |
| 18   | Ivan Capelli          | March-Judd       | –                | –                 | 1:31,969                  | 227,033 km/h              | 1:28,430                  | 236,119 km/h              | 18    |
| 19   | Satoru Nakajima       | Lotus-Judd       | –                | –                 | 1:28,769                  | 235,217 km/h              | 1:28,441                  | 236,090 km/h              | 19    |
| 20   | Alex Caffi            | Dallara-Ford     | –                | –                 | 1:28,596                  | 235,677 km/h              | 1:28,708                  | 235,379 km/h              | 20    |
| 21   | Olivier Grouillard    | Ligier-Ford      | –                | –                 | 1:28,669                  | 235,483 km/h              | 1:29,537                  | 233,200 km/h              | 21    |
| 22   | Bertrand Gachot       | Onyx-Ford        | 1:28,344         | 236,349 km/h      | 1:28,684                  | 235,443 km/h              | 1:29,058                  | 234,454 km/h              | 22    |
| 23   | René Arnoux           | Ligier-Ford      | –                | –                 | 1:28,685                  | 235,440 km/h              | 1:28,843                  | 235,021 km/h              | 23    |
| 24   | Nicola Larini         | Osella-Ford      | 1:27,980         | 237,327 km/h      | 1:29,265                  | 233,910 km/h              | 1:28,773                  | 235,207 km/h              | 24    |
| 25   | Maurício Gugelmin     | March-Judd       | –                | –                 | 1:29,192                  | 234,102 km/h              | 1:28,923                  | 234,810 km/h              | 25    |
| 26   | Luis Pérez-Sala       | Minardi-Ford     | –                | –                 | 1:29,592                  | 233,057 km/h              | 1:29,293                  | 233,837 km/h              | 26    |
| DNQ  | Eddie Cheever         | Arrows-Ford      | –                | –                 | 1:29,884                  | 232,299 km/h              | 1:29,554                  | 233,155 km/h              | –     |
| DNQ  | Christian Danner      | Rial-Ford        | –                | –                 | 1:32,074                  | 226,774 km/h              | 1:31,830                  | 227,377 km/h              | –     |
| DNQ  | Pierre-Henri Raphanel | Rial-Ford        | –                | –                 | –                         | –                         | 1:36,295                  | 216,834 km/h              | –     |
| DNQ  | Stefano Modena        | Brabham-Judd     | –                | –                 | –                         | –                         | –                         | –                         | –     |
| DNPQ | Stefan Johansson      | Onyx-Ford        | 1:28,588         | 235,698 km/h      | –                         | –                         | –                         | –                         | –     |
| DNPQ | Gabriele Tarquini     | AGS-Ford         | 1:28,813         | 235,101 km/h      | –                         | –                         | –                         | –                         | –     |
| DNPQ | Roberto Moreno        | Coloni-Ford      | 1:28,864         | 234,966 km/h      | –                         | –                         | –                         | –                         | –     |
| DNPQ | Piercarlo Ghinzani    | Osella-Ford      | 1:28,884         | 234,913 km/h      | –                         | –                         | –                         | –                         | –     |
| DNPQ | Bernd Schneider       | Zakspeed-Yamaha  | 1:29,472         | 233,369 km/h      | –                         | –                         | –                         | –                         | –     |
| DNPQ | Aguri Suzuki          | Zakspeed-Yamaha  | 1:30,085         | 231,781 km/h      | –                         | –                         | –                         | –                         | –     |
| DNPQ | Oscar Larrauri        | EuroBrun-Judd    | 1:30,089         | 231,771 km/h      | –                         | –                         | –                         | –                         | –     |
| DNPQ | Yannick Dalmas        | AGS-Ford         | 1:30,382         | 231,019 km/h      | –                         | –                         | –                         | –                         | –     |
| DNPQ | Enrico Bertaggia      | Coloni-Ford      | 1:31,606         | 227,933 km/h      | –                         | –                         | –                         | –                         | –     |

### Rennen
| Pos. | Fahrer             | Konstrukteur     | Runden | Stopps | Zeit        | Start | Schnellste Runde |
| ---- | ------------------ | ---------------- | ------ | ------ | ----------- | ----- | ---------------- |
| 01   | Alain Prost        | McLaren-Honda    | 53     | 0      | 1:19:27,550 | 04    | 1:28,107         |
| 02   | Gerhard Berger     | Ferrari          | 53     | 0      | + 7,326     | 02    | 1:28,712         |
| 03   | Thierry Boutsen    | Williams-Renault | 53     | 0      | + 14,975    | 06    | 1:28,245         |
| 04   | Riccardo Patrese   | Williams-Renault | 53     | 0      | + 38,722    | 05    | 1:28,857         |
| 05   | Jean Alesi         | Tyrrell-Ford     | 52     | 0      | + 1 Runde   | 10    | 1:30,588         |
| 06   | Martin Brundle     | Brabham-Judd     | 52     | 0      | + 1 Runde   | 12    | 1:30,437         |
| 07   | Pierluigi Martini  | Minardi-Ford     | 52     | 0      | + 1 Runde   | 15    | 1:31,468         |
| 08   | Luis Pérez-Sala    | Minardi-Ford     | 51     | 0      | + 2 Runden  | 26    | 1:31,535         |
| 09   | René Arnoux        | Ligier-Ford      | 51     | 0      | + 2 Runden  | 23    | 1:32,577         |
| 10   | Satoru Nakajima    | Lotus-Judd       | 51     | 0      | + 2 Runden  | 19    | 1:31,931         |
| 11   | Alex Caffi         | Dallara-Ford     | 47     | 0      | DNF         | 20    | 1:31,112         |
| –    | Andrea de Cesaris  | Dallara-Ford     | 45     | 0      | DNF         | 17    | 1:31,138         |
| –    | Ayrton Senna       | McLaren-Honda    | 44     | 0      | DNF         | 01    | 1:28,179         |
| –    | Nigel Mansell      | Ferrari          | 41     | 0      | DNF         | 03    | 1:28,820         |
| –    | Bertrand Gachot    | Onyx-Ford        | 38     | 0      | DNF         | 22    | 1:32,691         |
| –    | Alessandro Nannini | Benetton-Ford    | 33     | 1      | DNF         | 08    | 1:29,726         |
| –    | Ivan Capelli       | March-Judd       | 30     | 0      | DNF         | 18    | 1:30,236         |
| –    | Olivier Grouillard | Ligier-Ford      | 30     | 0      | DNF         | 21    | 1:31,639         |
| –    | Nelson Piquet      | Lotus-Judd       | 23     | 0      | DNF         | 11    | 1:30,976         |
| –    | Jonathan Palmer    | Tyrrell-Ford     | 18     | 0      | DNF         | 14    | 1:32,474         |
| –    | Derek Warwick      | Arrows-Ford      | 18     | 0      | DNF         | 16    | 1:32,302         |
| –    | Nicola Larini      | Osella-Ford      | 16     | 0      | DNF         | 24    | 1:32,416         |
| –    | Michele Alboreto   | Lola-Lamborghini | 14     | 0      | DNF         | 13    | 1:32,548         |
| –    | Maurício Gugelmin  | March-Judd       | 14     | 0      | DNF         | 25    | 1:33,571         |
| –    | Philippe Alliot    | Lola-Lamborghini | 1      | 0      | DNF         | 07    | 1:44,035         |
| –    | Emanuele Pirro     | Benetton-Ford    | 0      | 0      | DNF         | 09    | –                |

## WM-Stände nach dem Rennen
Die ersten sechs des Rennens bekamen 9, 6, 4, 3, 2 bzw. 1 Punkt(e). In der Fahrerwertung wurden die besten elf Resultate, in der Konstrukteurswertung alle Resultate gewertet.

### Fahrerwertung
| Pos. | Fahrer             | Konstrukteur                    | Punkte |
| ---- | ------------------ | ------------------------------- | ------ |
| 01   | Alain Prost        | McLaren-Honda                   | 71     |
| 02   | Ayrton Senna       | McLaren-Honda                   | 51     |
| 03   | Nigel Mansell      | Ferrari                         | 38     |
| 04   | Riccardo Patrese   | Williams-Renault                | 28     |
| 05   | Thierry Boutsen    | Williams-Renault                | 24     |
| 06   | Alessandro Nannini | Benetton-Ford                   | 14     |
| 07   | Nelson Piquet      | Lotus-Judd                      | 9      |
| 08   | Eddie Cheever      | Arrows-Ford                     | 6      |
| 09   | Michele Alboreto   | Tyrrell-Ford / Lola-Lamborghini | 6      |
| 10   | Derek Warwick      | Arrows-Ford                     | 6      |
| 11   | Gerhard Berger     | Ferrari                         | 6      |
| 12   | Johnny Herbert     | Benetton-Ford / Tyrrell-Ford    | 5      |
| 13   | Jean Alesi         | Tyrrell-Ford                    | 5      |
| 14   | Andrea de Cesaris  | Dallara-Ford                    | 4      |
| 15   | Alex Caffi         | Dallara-Ford                    | 4      |
| 16   | Stefano Modena     | Brabham-Judd                    | 4      |
| 17   | Maurício Gugelmin  | March-Judd                      | 4      |
| 18   | Christian Danner   | Rial-Ford                       | 3      |
| 19   | René Arnoux        | Ligier-Ford                     | 2      |
| 20   | Stefan Johansson   | Onyx-Ford                       | 2      |

| Pos. | Fahrer                | Konstrukteur     | Punkte |
| ---- | --------------------- | ---------------- | ------ |
| 21   | Martin Brundle        | Brabham-Judd     | 2      |
| 22   | Pierluigi Martini     | Minardi-Ford     | 2      |
| 23   | Jonathan Palmer       | Tyrrell-Ford     | 1      |
| 24   | Gabriele Tarquini     | AGS-Ford         | 1      |
| 25   | Luis Pérez-Sala       | Minardi-Ford     | 1      |
| 26   | Olivier Grouillard    | Ligier-Ford      | 1      |
| 27   | Satoru Nakajima       | Lotus-Judd       | 0      |
| 28   | Emanuele Pirro        | Benetton-Ford    | 0      |
| 29   | Ivan Capelli          | March-Judd       | 0      |
| 30   | Éric Bernard          | Lola-Lamborghini | 0      |
| 31   | Philippe Alliot       | Lola-Lamborghini | 0      |
| 32   | Bertrand Gachot       | Onyx-Ford        | 0      |
| 33   | Nicola Larini         | Osella-Ford      | 0      |
| 34   | Martin Donnelly       | Arrows-Ford      | 0      |
| –    | Roberto Moreno        | Coloni-Ford      | 0      |
| –    | Bernd Schneider       | Zakspeed-Yamaha  | 0      |
| –    | Pierre-Henri Raphanel | Coloni-Ford      | 0      |
| –    | Yannick Dalmas        | Lola-Lamborghini | 0      |
| –    | Piercarlo Ghinzani    | Osella-Ford      | 0      |

### Konstrukteurswertung
| Pos. | Konstrukteur     | Punkte |
| ---- | ---------------- | ------ |
| 01   | McLaren-Honda    | 122    |
| 02   | Williams-Renault | 52     |
| 03   | Ferrari          | 44     |
| 04   | Benetton-Ford    | 19     |
| 05   | Arrows-Ford      | 12     |
| 06   | Tyrrell-Ford     | 12     |
| 07   | Lotus-Judd       | 9      |
| 08   | Dallara-Ford     | 8      |
| 09   | Brabham-Judd     | 6      |
| 10   | March-Judd       | 4      |

| Pos. | Konstrukteur     | Punkte |
| ---- | ---------------- | ------ |
| 11   | Ligier-Ford      | 3      |
| 12   | Minardi-Ford     | 3      |
| 13   | Rial-Ford        | 3      |
| 14   | Onyx-Ford        | 2      |
| 15   | AGS-Ford         | 1      |
| 16   | Lola-Lamborghini | 0      |
| 17   | Osella-Ford      | 0      |
| –    | Coloni-Ford      | 0      |
| –    | Zakspeed-Yamaha  | 0      |